# HTV-3
Kounotori 3 (こうのとり3号機; en català: "cigonya blanca"), també conegut com el HTV-3, és el tercer H-II Transfer Vehicle japonès. Va ser llançat el 21 de juliol de 2012 per abastir l'Estació Espacial Internacional (ISS) a bord del Vehicle de Llançament Núm. 3 H-IIB (H-IIB F3) fabricat per MHI i la JAXA. El Kounotori 3 va arribar a l'ISS el 27 de juliol de 2012, i l'Enginyer de Vol de l'Expedició 32 i astronauta de la JAXA Akihiko Hoshide va utilitzar el braç robòtic Canadarm2 de l'estació per instal·lar el Kounotori 3, al seu port d'acoblament en la cara terrestre del mòdul Harmony a les 14:34 GMT.
Després de descarregar els subministraments, el Kounotori 3 va ser carregat amb material de rebuig de l'ISS, incloent equips d'experiments utilitzats i roba usada. Llavors, el Kounotori 3 va ser desatracat de l'ISS l'11 de setembre i es va cremar quan va entrar a l'atmosfera el 14 de setembre de 2012.